# Futanari

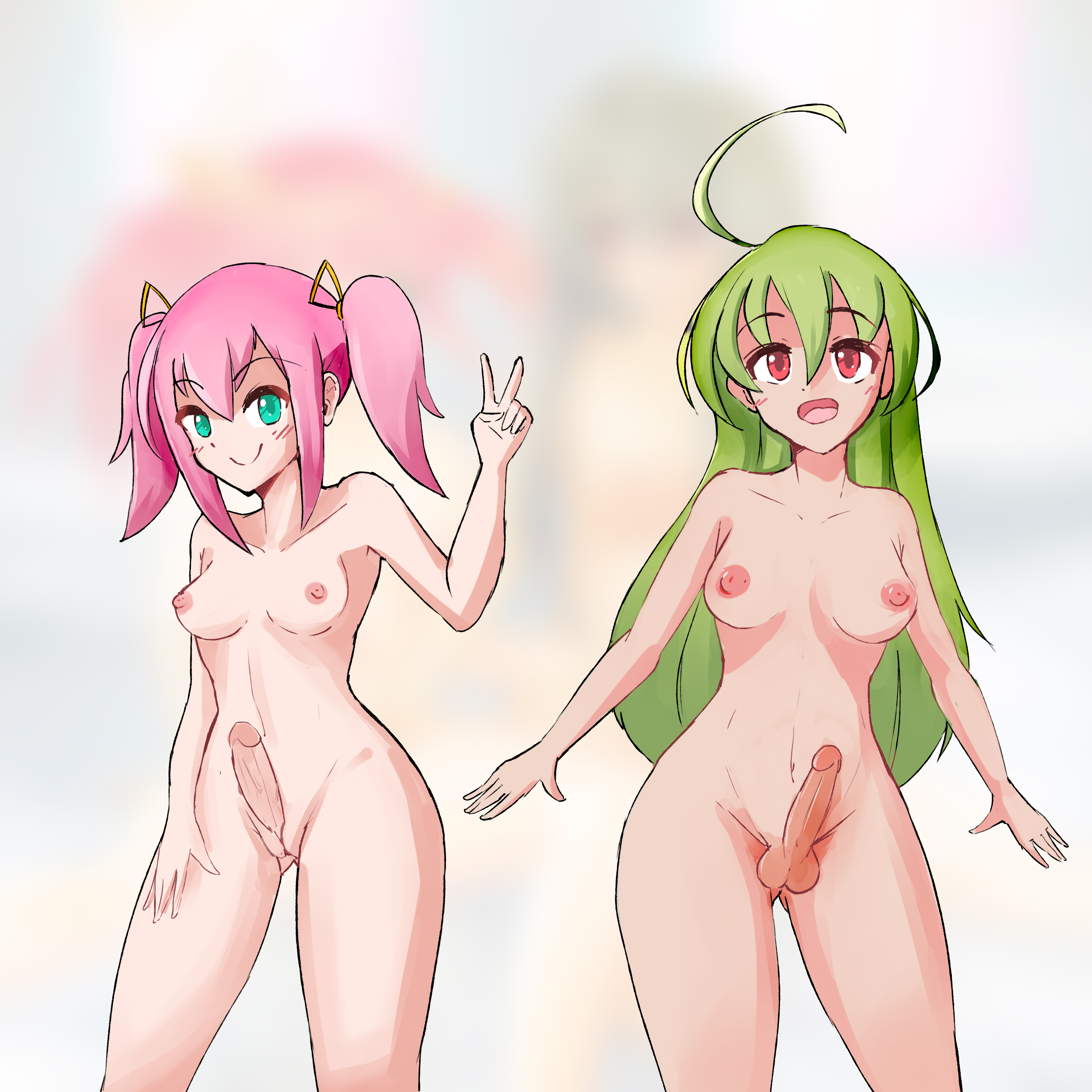
Dos variantes de futanari (sin y con testículos).

Futanari (ふたなり, ocasionalmente en kanji: 二成, 二形;, literalmente: forma dual, dos formas, 二成, 双成, [ser de] dos tipos) es una palabra del idioma japonés que significa hermafrodita y se utiliza para referirse a la androginia.
Su uso actual se refiere a un género erótico o pornográfico, utilizado en cómics, anime, eroge y manga, en los que aparecen personajes intersexuales (o altersexuales), generalmente con cuerpo femenino y genitales masculinos, abreviando el término como futa. A veces, los genitales se representan solo por el pene, sin los testículos, y sus proporciones se suelen exagerar hasta llegar a los 30 cm o más de 1 m de largo. Es común que se invierta el rol atribuido al varón, mostrando a los personajes futanari como dominantes. Además del pene, estos personajes pueden contar con genitales femeninos. Los personajes futanari suelen tener relaciones sexuales con mujeres, y ocasionalmente con hombres, ya que este género está dirigido principalmente a un público masculino.

## Orígenes
Originalmente, el idioma japonés se refería a cualquier personaje o persona real que poseyera rasgos masculinos y femeninos como futanari. Esto cambió en la década de 1990, a medida que los personajes futanari dibujados se hicieron más populares en el anime y el manga. Hoy, el término se refiere comúnmente a personajes ficticios (dibujados), de aspecto femenino, intersexuales. Futanari también se usa como el término para un género específico dentro de los medios relacionados con hentai (anime pornográfico o manga) que representa a tales personajes. También durante la década de 1990, el género ganó popularidad, pasando rápidamente de un pasatiempo específico de aficionados individuales a un fenómeno popular y masivo.

## En el manga y el anime
Los personajes dentro del futanari suelen ser, en su mayoría, hermosas chicas que poseen enormes penes expuestos como lo haría normalmente el pene del varón. Otros personajes pueden apreciarse inicialmente como mujeres en su totalidad, pero llegando a cierto punto del clímax de la historia o del fetichismo sexual del personaje, la mujer puede hacer emerger de su cuerpo un pene. Además, en la mayoría de los casos se puede encontrar chicas futanari en hentai de temática yuri (lésbica). El género futanari también se aplica cuando los personajes de la historia son transexuales, condición en donde un individuo sufre un conflicto entre su identidad de género y su sexo biológico, es decir, es cuando un hombre o mujer sienten que su género debió ser el opuesto al de su nacimiento. Esto último en el anime se representa con personajes cuyo torso corresponde al de una mujer, mientras que la parte genital es masculina. Los personajes futanari muestran una gran variedad de aspectos, incluyendo formas híbridas con animales. Las más comunes son las de chicas humanas con genitales masculinos, que pueden carecer de testículos, aunque lo más frecuente en el manga, especialmente en obras de artistas occidentales, es ver full-package futa, es decir, personajes futanari con testículos. En occidente, el mangaka de futanari más famoso es Toshiki Yui.

## Obras
Los personajes futanari aparecen en: 
- Videojuegos eroge, como Bible Black o Discipline.
- Mangas, como la serie La Blue Girl escrita por Toshio Maeda.
- Uno de los episodios de Cream Lemon.[14]
- Revistas como Issuisha publican mangas especializados en el género.[15]